# El Entredicho (Murcia)
El Entredicho es una localidad dentro del municipio de Caravaca de la Cruz, situada en la parte occidental de la comarca del Noroeste (Región de Murcia), en el sureste de España. A tres kilómetros del límite con la provincia de Granada, a ocho de la provincia de Albacete y a diez de la provincia de Almería, cerca de esta localidad se encuentran los núcleos de El Moral, Almaciles, Cañada de la Cruz y El Hornico.
Historia
Conserva una ermita privada que aún conserva una inscripción de su fundación “A DVOCION IDISPENSAS D LOS MN,IML, S LABRADORES DE ESTE PARTIDO DEL ENTREDICHO I DEL CAPELLAN D. FRANCISCO PEREZ CALVETE, PRESBITERO”. Tradicionalmente las fuentes orales mostraban la aparición de monedas romanas y restos cerámicos cuando se labraba o que arrastraba la rambla. 